# Лесное (Смоленская область)
Лесно́е    — село  в  Смоленской области России,  в Сафоновском районе. Население – 292 жителя (2007 год)  .  Расположено в центральной части области  в 13 км к северу от города Сафонова,  в 14 км севернее автодороги М1 «Беларусь», на берегу реки Вопец.  В 6 км восточнее села железнодорожная станция Вадино на линии Дурово — Владимирский Тупик.  Входит в состав Вадинского сельского поселения.

## География
"От Неелова на запад и юго-запад. От имения Неелово на Обухово скаты к р. Вопцу валунные суглино-супеси, а плато сложено лёссовидными суглинками, толща которых больше двух метров; поверхность мелколожбинная с малым количеством болотистых западин. Такой же характер носит местность от Обухова на Мужилово, Ведосу и дальше на Комарово, но болотистых западин в этом районе больше. У Комарова и отсюда на Николо-Кременное поверхность сглаженная, мощность суглинка по-прежнему больше двух метров. От Обухова и Мужилова на запад на расстоянии одной версты тянется полоса избыточно влажного суглинка, а за ней до границы уезда идет мелколожбинная поверхность. От Дроздова на Логуново поверхность сглаженная, а дальше на Левково - мелколожбинная, и есть болотистые западины; мощность суглинка больше одного метра, а ниже - суглинок идет с прослойками песка. От Левкова на Неелово поверхность мелколожбинная с болотистыми западинами; толща суглинка свыше двух метров.

## Экономика
Дом культуры, два магазина..